# 毛完日
毛完日（韓語：모완일），或译牟完逸，韓國電視劇導演。2020年以《夫妻的世界》贏得第56屆百想藝術大獎電視部門導演獎。

## 作品列表

### 電視劇
- 2010年：KBS《笑吧！東海》
- 2012年：KBS《Dream High 2》
- 2012年：KBS《Drama Special－天狼星》
- 2016年：KBS《Beautiful Mind》
- 2018年：JTBC《Misty》
- 2020年：JTBC《夫妻的世界》
- 2024年：Netflix《無聲蛙鳴》

### 製作人作品
- 2012年：KBS《Big》
- 2012年：KBS《最佳李純信》
- 2014年：KBS《Healer》

### 助理導演作品
- 2004年：KBS《我的寶貝子女》
- 2006年：KBS《復活》

## 外部連結
- 毛完日在NAVER上的资料